# Antarchaea allecta
Antarchaea allecta är en fjärilsart som beskrevs av William Schaus 1893. Antarchaea allecta ingår i släktet Antarchaea och familjen nattflyn. Inga underarter finns listade i Catalogue of Life.